# Crotalaria multiflora
Crotalaria multiflora är en ärtväxtart som först beskrevs av George Arnott Walker Arnott, och fick sitt nu gällande namn av George Bentham. Crotalaria multiflora ingår i släktet sunnhampor, och familjen ärtväxter. Inga underarter finns listade i Catalogue of Life.